# Superpuchar Austrii w piłce siatkowej mężczyzn
Superpuchar Austrii w piłce siatkowej mężczyzn (oficjalnie: Austrian Volley League-Supercup lub w skrócie AVL-Supercup) – rozgrywki w piłce siatkowej organizowane przez Austriacki Związek Piłki Siatkowej (Österreichischer Volleyballverband, ÖVV), w których rywalizują ze sobą mistrz i zdobywca Pucharu Austrii.
Mecze o siatkarski Superpuchar Austrii jak dotychczas rozegrane zostały cztery razy: w 2004 roku oraz w latach 2022-2024.

## Historia
Pierwsze edycja siatkarskiego Superpucharu Austrii zorganizowana została w 2004 roku. W rozgrywkach wzięły udział dwa kluby: mistrz Austrii w sezonie 2003/2004 – aon hotVolleys Wiedeń oraz zdobywca Pucharu Austrii w tym sezonie – Hypo Tirol Volleyballteam. Zdobywcę Superpucharu miał wyłonić dwumecz.
Pierwsze spotkanie rozegrane zostało 2 września 2004 roku na świeżym powietrzu na wiedeńskim Rathausplatz. Mecz zakończył się zwycięstwem w trzech setach aon hotVolleys Wiedeń. Najlepiej punktującymi zawodnikami w zespole z Wiednia byli: Aleksiej Sanʹko, Roko Sikirić (po 15 pkt), Danilo Mrđa (12 pkt) oraz Gerald Reiser (7 pkt), natomiast w zespole z Innsbrucka: Petros Petroglu (10 pkt), Daniel Găvan (8 pkt) oraz Philip Schneider (7 pkt). Po meczu w ratuszu odbyła się Europejska Gala Siatkówki, w trakcie której m.in. przeprowadzono losowanie grup Ligi Mistrzów.
Rewanż miał być rozegrany 25 września w ramach Dnia Sportu (Tag des Sports) również na świeżym powietrzu na wiedeńskim Heldenplatz. Ze względu na złe warunki atmosferyczne mecz został odwołany. Za wiążący uznano rezultat pierwszego spotkania. Tym samym zdobywcą pierwszego Superpucharu Austrii został aon hotVolleys Wiedeń.
Rozgrywki o Superpuchar zostały przywrócone po 18 latach przerwy. 24 września 2022 roku w Johann Pölz Halle w Amstetten zmierzyli się: mistrz i zdobywca Pucharu Austrii w sezonie 2021/2022 – Union Raiffeisen Waldviertel oraz finalista Pucharu Austrii w tym sezonie – VCA Amstetten Niederösterreich. Mecz zakończył się zwycięstwem w czterech setach klubu Union Raiffeisen Waldviertel. Najlepiej punktującymi zawodnikami byli: Jan-Philipp Krabel  (24 pkt), Marek Mečiar (22 pkt; obaj z Union Raiffeisen Waldviertel) oraz Matthew Pallot (19 pkt) z VCA Amstetten Niederösterreich.
Trzeci mecz o Superpuchar odbył się 25 września 2023 roku w Olympiahalle w Innsbrucku. Wzięli w nim udział: mistrz i zdobywca Pucharu Austrii – Hypo Tirol Volleyballteam oraz finalista Pucharu Austrii – Union Raiffeisen Waldviertel. Mecz zakończył się zwycięstwem w trzech setach drużyny z Innsbrucku. Najlepiej punktującymi graczami byli: Niklas Kronthaler (18 pkt) oraz Krzysztof Gulak (14 pkt).
W czwartej edycji Superpucharu, która zorganizowana została 28 września 2024 roku w hali JUFA Arena w Bleiburgu, zmierzyli się: mistrz Austrii – Hypo Tirol Volleyballteam oraz zdobywca Pucharu Austrii – SK Zadruga Aich/Dob. Drugi raz z rzędu Superpuchar zdobył Hypo Tirol, wygrywając spotkanie 3:1. Najlepiej punktującym graczem w Hypo Tirolu był Kyle Hobus, natomiast w SK Zadruga Aich/Dob – Carlos Charles. Obaj zdobyli po 21 punktów.

## Triumfatorzy
| Edycja | Data       | Miejsce spotkania            | 1. miejsce                                                       | 2. miejsce                                                 | Wynik spotkania                  |
| ------ | ---------- | ---------------------------- | ---------------------------------------------------------------- | ---------------------------------------------------------- | -------------------------------- |
| 1      | 2.09.2004  | Rathausplatz, Wiedeń         | aon hotVolleys Wiedeń (Mistrz Austrii)                           | Hypo Tirol Volleyballteam (Zdobywca Pucharu Austrii)       | 3:0 (26:24, 25:23, 25:16)        |
| 2      | 24.09.2022 | Johann Pölz Halle, Amstetten | Union Raiffeisen Waldviertel (Mistrz i zdobywca Pucharu Austrii) | VCA Amstetten Niederösterreich (Finalista Pucharu Austrii) | 3:1 (18:25, 25:15, 25:18, 25:15) |
| 3      | 25.09.2023 | Olympiahalle, Innsbruck      | Hypo Tirol Volleyballteam (Mistrz i zdobywca Pucharu Austrii)    | Union Raiffeisen Waldviertel (Finalista Pucharu Austrii)   | 3:0 (25:23, 25:15, 25:22)        |
| 4      | 28.09.2024 | JUFA-Arena, Bleiburg         | Hypo Tirol Volleyballteam (Mistrz Austrii)                       | SK Zadruga Aich/Dob (Zdobywca Pucharu Austrii)             | 3:1 (25:23, 21:25, 25:13, 25:18) |

## Bilans klubów
| Klub                           | złoto | srebro |
| ------------------------------ | ----- | ------ |
| Hypo Tirol Volleyballteam      | 2     | 1      |
| Union Raiffeisen Waldviertel   | 1     | 1      |
| hotVolleys Wiedeń              | 1     | 0      |
| VCA Amstetten Niederösterreich | 0     | 1      |
| SK Zadruga Aich/Dob            | 0     | 1      |